# Покульницкий, Леонард Иосифович
Леонард Иосифович Покульницкий (бел. Леанард Іосіфавіч Пакульніцкі; род. 4 сентября 1952) — белорусский скульптор.

## Биография
Родился в деревне Едоклани Островецкого района Гродненской области.
В 1976 году закончил Белорусский театрально-художественный институт. Был учеником А. Бембеля и А. Аникейчика. С 1978 года участвует в художественных выставках.
С 1989 года член Белорусского союза художников.

## Творчество
Работает в станковой и монументальной скульптуре. Материал — бронза, гранит, металл, гипс.
Среди произведений: памятники погибшим солдатом и односельчанином в Дрибине Могилёвской области, жертвам Минского гетто около Кальварийского кладбища (в соавторстве с А. Хараберуш, при участии в эскизной разработке и рабочей модели памятника Максима Петруля, архитектор Леонид Левин), композиции «Олимпийцы», «Аисты» на площади Независимости (2009, в соавторстве с Е. Хараберуш), «Преемственность белоруской науки» около входа в Национальную академию наук Беларуси (2018, в соавторстве с Е. Хараберуш и архитектором А. Сардаровым) — все в Минске, мемориальные доски. Также автор композиций «Зорка Венера», «Мир», «Девочка с тельцом», «Папоротник-кветка», «Раненый», «Отечество», «Художник» в Верхним городе.
В 2000 году для восстановленного островецкого костёла Воздвижения Святого Креста подарил барельеф Матери Божьей Остробрамскай.
Произведения находятся в Национальным художественным музее, Музее Олимпийской славы и др.

## Семья
В браке со скульптором Еленой Хараберуш.